# 東山武明
東山 武明（ひがしやま たけあき、1980年8月14日 - ）は、日本の実業家、プロデューサー。デジタルクリエイティブカンパニー・一旗代表取締役。元国務大臣秘書官。元NHK職員。東京都出身。

## 来歴
1980年東京都生まれ。
2002年NHK入局。放送事業マネジメント職として東京のほか札幌放送局、名古屋放送局などで勤務。2019年6月にNHKを退職。
2019年7月、株式会社一旗設立。代表取締役。
2019年12月、内閣官房・国務大臣秘書官任命（国家公務員特別職、竹本直一情報通信技術（IT）政策担当大臣・内閣府特命担当大臣（科学技術政策・知財戦略・クールジャパン戦略・宇宙政策）附）。2020年6月辞職。
以降、プロジェクションマッピングやイマーシブミュージアムのプロデューサー・総合演出として「岡崎城天守閣 プロジェクションマッピング」、「国史跡斎宮跡 平安絵巻 プロジェクションマッピング」、岐阜関ケ原古戦場記念館 歴史絵巻 プロジェクションマッピング、ユネスコ世界遺産 サンマリノ歴史地区とティターノ山 パラッツォ・パブリコ プロジェクションマッピングをはじめ国内外でさまざまなデジタルアートイベントを手がける。
2021年 7月、文化芸術団体・一般社団法人一旗社設立。代表理事。
2023年9月、アメリカ・ニューヨークで開催された観光庁主催・農林水産省共催による国連総会サイドイベント・訪日観光レセプションのオープニングとして3Dプロジェクションショーを総合演出。
2023年12月、「国宝 松本城天守 プロジェクションマッピング」を総合演出。
2024年3月、初の著書「光のアートで地方創生　地域を活性化させるプロジェクションマッピング」を幻冬舎より出版。
2024年4月、イタリア・ミラノで大規模イマーシブミュージアム企画「動き出す浮世絵展MILANO」をプロデュース。

## 主な役職
- 株式会社一旗 代表取締役
- 一般社団法人一旗社 代表理事
- 岡崎市ナイトタイムエコノミー推進協議会 会長

## 出演
- スッキリ （日本テレビ）（2020年3月13日）
- Startup［N］ （ZIP-FM）（2021年5月15日）
- 天野ひろゆきのバズる旅岡崎！！（テレビ愛知）（2022年9月23日）
- 5時スタ光の戦国絵巻、愛知企業が3D再現　歴史ツアーに一役（テレビ愛知）（2022年10月13日）
- JAM THE PLANET SEVEN BANK GLOBAL BUSINESS CHARGE（J-WAVE）（2023年9月4日〜7日）
- 5時スタ【ニューヨーク】観光庁が訪日プロモーション　地元・愛知の企業「一旗」も一役買う（テレビ愛知）（2023年9月21日）

## 著書
- 光のアートで地方創生　地域を活性化させるプロジェクションマッピング : 東山武明【著】 : 幻冬舎刊